# Wesmaelius koreanus
Wesmaelius koreanus is een insect uit de familie van de bruine gaasvliegen (Hemerobiidae), die tot de orde netvleugeligen (Neuroptera) behoort. 
Wesmaelius koreanus is voor het eerst wetenschappelijk beschreven door Krüger in 1922.